# Paolo Calbini
Paolo Calbini (Pesaro, 24 luglio 1972) è un ex cestista e allenatore di pallacanestro italiano.

## Carriera
Ha debuttato in Serie A1 il 5 novembre 1989, nel corso di un match che vedeva la Scavolini Pesaro opposta alla Viola Reggio Calabria.
Nella massima serie ha anche vestito le canotte di Rimini, nuovamente Pesaro, poi Trieste ed infine Roma.

## Palmarès

### Club

#### Competizioni nazionali
- Campionato italiano: 1

Pesaro: 1989-90
- Coppa Italia: 1

Pesaro: 1992

#### Nazionale
- Europei Under-20:

 Slovenia 1994